# Sajad Ganjzadeh
Sajad Ganjzadeh (pers. ‏سجاد گنج‌زاده‎) (ur. 4 stycznia 1992 w Teheranie) – irański karateka, mistrz olimpijski, czterokrotny mistrz świata.

## Życiorys
Urodził się 4 stycznia 1992 w Teheranie, stolicy Iranu. W latach 2012–2018 zdobył łącznie siedem medali mistrzostw świata w karate, z tego trzy zdobył indywidualnie, a cztery w drużynie. 
W 2021 roku w barwach Iranu brał udział w Letnich Igrzyskach Olimpijskich 2020, gdzie wystartował w kategorii powyżej 75 kg. Tam, po zwycięstwie w fazie grupowej, pokonaniu reprezentanta Turcji Uğura Aktaşa w półfinale oraz dyskwalfikacji Tarega Hamedi z Arabii Saudyjskiej w finale, zdobył złoty medal.